# Cleisocentron
Cleisocentron é um género botânico pertencente à família das orquídeas (Orchidaceae).